# نشوان الحرازي
نشوان الحرازي (بالإنجليزية: Nashwan Al-Harazi)‏ (و. 1986  م) هو لاعب جمباز فني يمني، ولد في صنعاء، شارك في دورة الألعاب الآسيوية 2002، ودورة الألعاب الآسيوية 2010.

## روابط خارجية
- نشوان الحرازي على موقع الاتحاد الدولي للجمباز (licence) (الإنجليزية)
- نشوان الحرازي على موقع الاتحاد الدولي للجمباز (biography) (الإنجليزية)
- نشوان الحرازي على موقع أوليمبيديا (الإنجليزية)